# 労働者健康安全機構

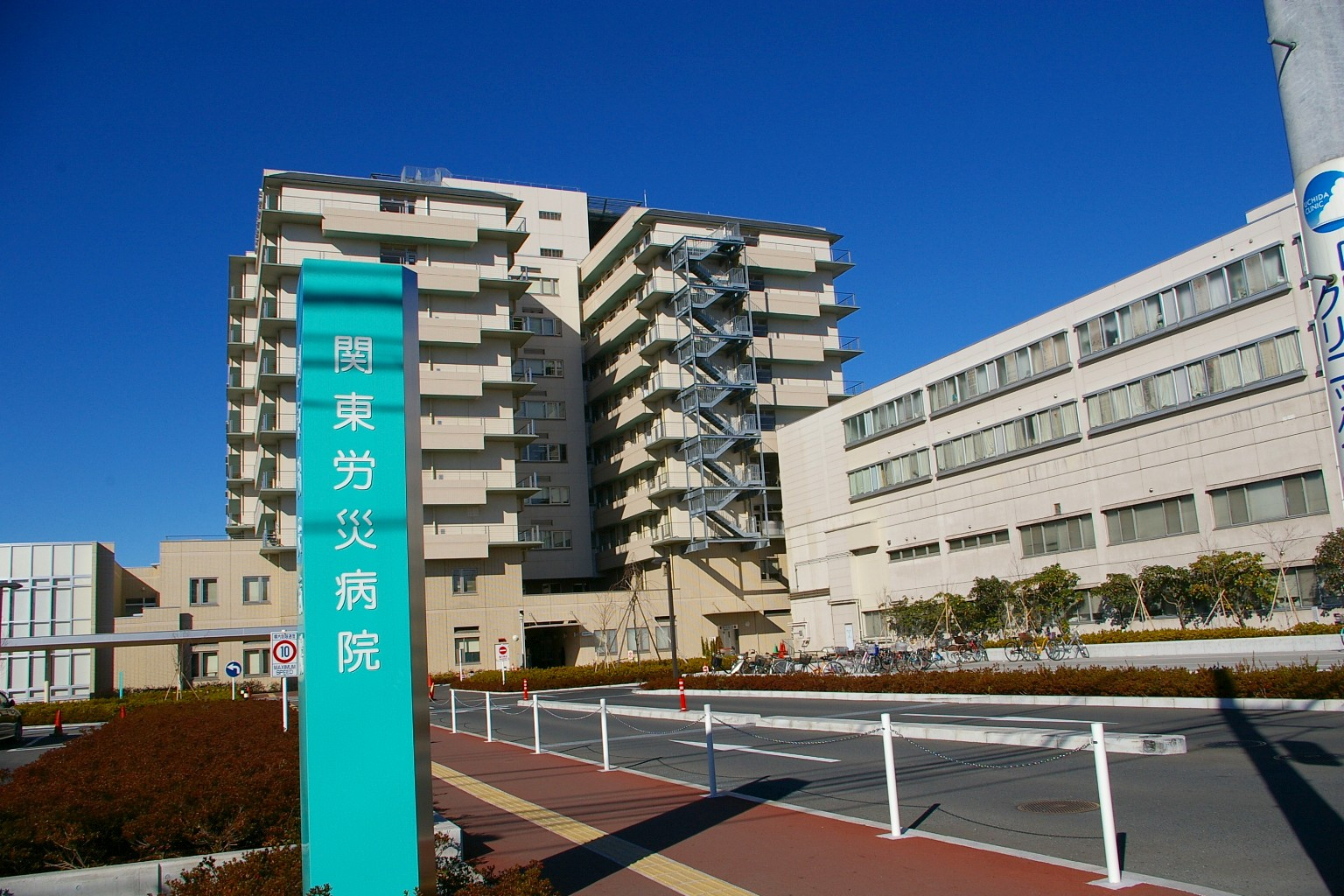
関東労災病院

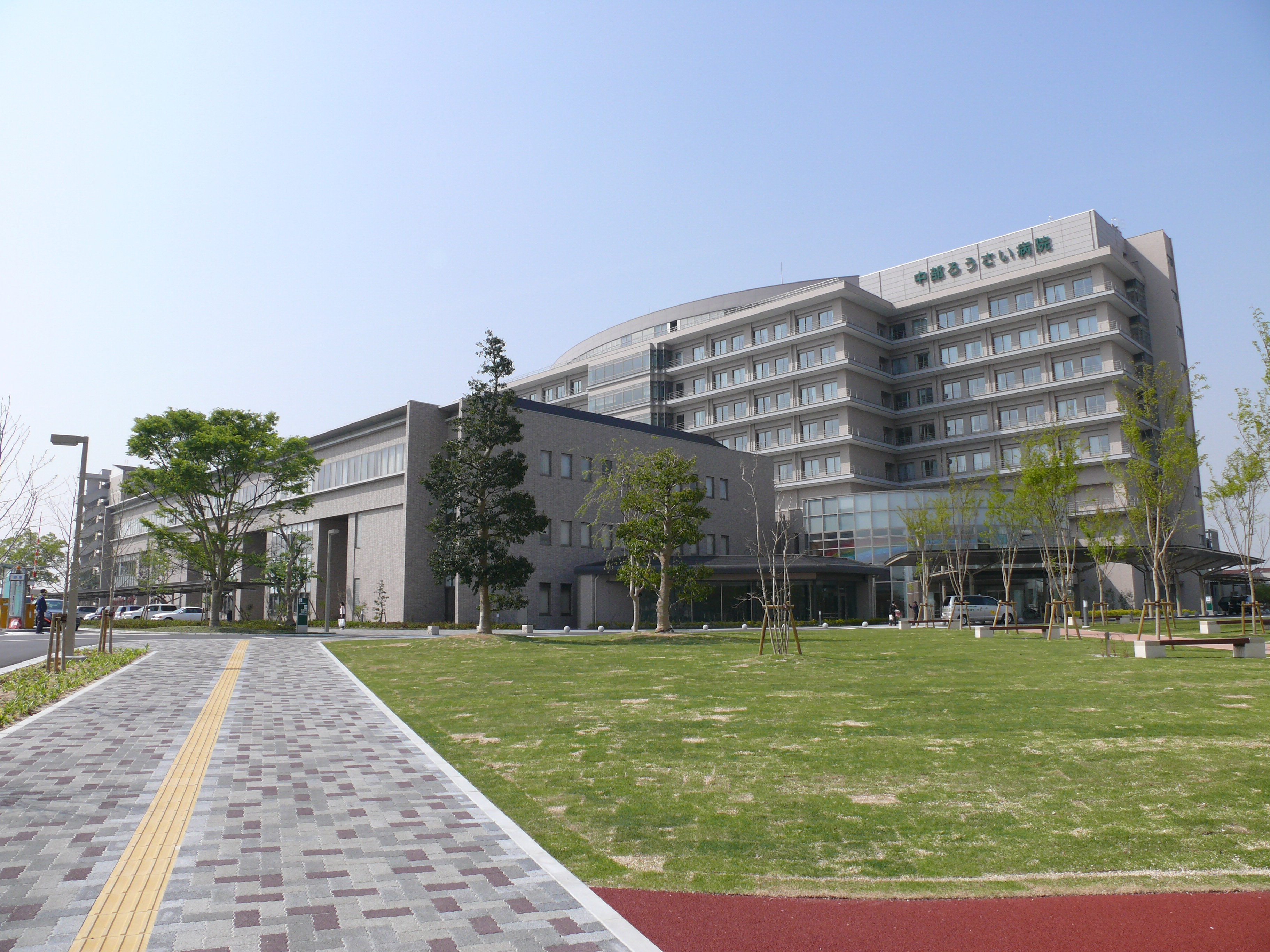
中部労災病院

独立行政法人労働者健康安全機構（ろうどうしゃけんこうあんぜんきこう、Japan Organization of Occupational Health and Safety）は、厚生労働省所管の独立行政法人。
機構は、療養施設、健康診断施設及び労働者の健康に関する業務を行う者に対して研修、情報の提供、相談その他の援助を行うための施設の設置及び運営等を行うことにより労働者の業務上の負傷又は疾病に関する療養の向上及び労働者の健康の保持増進に関する措置の適切かつ有効な実施を図るとともに、未払賃金の立替払事業等を行い、もって労働者の福祉の増進に寄与することを目的とする。

## 沿革
- 1949年（昭和24年）- 労働省が日本初の労災病院「九州労災病院」を2月に開設し、10月より財団法人労災協会に運営が委託される。以降、各地に労災病院が開設される。
- 1953年（昭和28年）- 国は総合職業補導所（失業保険法に基づく福祉施設。2009年現在の職業能力開発促進センター、職業能力開発大学校、職業能力開発短期大学校）を設置し、都道府県が運営する。
- 1957年（昭和32年）- 労働福祉事業団が設立され（労働福祉事業団法、昭和32年法律第126号）、総合職業補導所、労災病院が労働福祉事業団に移管される。
- 1958年（昭和33年）- 旧職業訓練法により、総合職業補導所は総合職業訓練所に改称される。
- 1960年（昭和35年）4月 - 関西労災病院高等看護学院（現・大阪労災看護専門学校）、東北労災病院高等看護学院（現・東北労災看護専門学校）が開設される。以降、各地の労災病院内に高等看護学院が開設される。
- 1961年（昭和36年）4月 - 労働福祉事業団が中央職業訓練所（失業保険法に基づく福祉施設。2009年現在の職業能力開発総合大学校）を設置・運営する。
- 1961年（昭和36年）7月 - 雇用促進事業団が設立され、中央職業訓練所および総合職業訓練所が雇用促進事業団に移管される。
- 1969年（昭和44年）5月 - 労働福祉事業団が労災義肢センターを開設する。
- 1977年（昭和52年）4月 - 高等看護学院が専修学校として認可され、労災看護専門学校となる。
- 1979年（昭和54年）6月1日- 労働福祉事業団が総合せき損センターを開設する。
- 1984年（昭和59年）- 労災義肢センターが労災リハビリテーション工学センターに改称される。
- 1987年（昭和62年）- 労働福祉事業団が吉備高原医療リハビリテーションセンターを開設する。
- 1992年（平成4年）6月-  労働福祉事業団が海外勤務健康管理センターを開設する。

### 独立行政法人として
- 2002年（平成14年）12月13日 - 独立行政法人労働者健康福祉機構法（平成14年法律第171号）が公布される。
- 2004年 （平成16年）4月1日 - 独立行政法人労働者健康福祉機構法の施行により、労働福祉事業団が廃止され、独立行政法人労働者健康福祉機構が設立される。労働福祉事業団の業務のうち、年金担保資金貸付業務を独立行政法人福祉医療機構に移管し、その他の主要な業務を継承する。
- 2010年（平成22年） - 民間出身者として初めて名川弘一・東京大学医学部附属病院副院長・教授が理事長に就任。
- 2012年（平成24年）4月1日 - 武谷雄二・前東京大学医学部附属病院長・教授が理事長に就任。
- 2016年（平成28年）4月1日 - 「独立行政法人に係る改革を推進するための厚生労働省関係法律の整備等に関する法律」（平成27年法律第17号）に基づき、独立行政法人労働者健康福祉機構が独立行政法人労働安全衛生総合研究所を統合し、中央労働災害防止協会に委託されていた日本バイオアッセイ研究センターの事業を追加して、独立行政法人労働者健康安全機構に改組される（同時に設置根拠法が「独立行政法人労働者健康福祉機構法」から「独立行政法人労働者健康安全機構法」に改名）。
- 2016年（平成28年）9月1日 - 本部が関東労災病院の隣接敷地へ移転。

## 事業

### 施設の運営

#### 労災病院
- 労災病院 - 職業性疾病の予防、労働災害による被災者の治療からリハビリテーションまでの労災医療を実施する。32の病院（吉備高原リハビリテーションセンター、総合せき損センターを含む）と2つの分院を持つ[2]。
- このうち、釧路・東北・千葉・浜松・富山・中部・旭・大阪・関西・和歌山・岡山は近年、表記を「労災」から「ろうさい」に表記変更している。ただし、一部は看板などに「労災」の表記を残している。
- 鹿島労災病院は「神栖済生会病院」に吸収合併され「社会福祉法人恩賜財団済生会神栖済生会病院」となったため、現存しない。
- 燕労災病院は新潟県に移管され、「新潟県立燕労災病院」へ改称し、2025年には「新潟県立県央基幹病院」に名称変更する予定。

- 北海道中央労災病院（北海道岩見沢市）
- 北海道せき損センター（北海道美唄市）
- 釧路労災病院（北海道釧路市）
- 青森労災病院（青森県八戸市）
- 東北労災病院（宮城県仙台市青葉区）
- 秋田労災病院（秋田県大館市）
- 福島労災病院（福島県いわき市）
- 鹿島労災病院（茨城県神栖市） ※ 統合により現存せず。
- 千葉労災病院（千葉県市原市）
- 東京労災病院（東京都大田区）
- 関東労災病院（神奈川県川崎市中原区）
- 横浜労災病院（神奈川県横浜市港北区）
- 燕労災病院（新潟県燕市）
※ 新潟県立県央基幹病院への統合に先立って新潟県に移管し「新潟県立燕労災病院」へ改称。
- 新潟労災病院（新潟県上越市）
- 富山労災病院（富山県魚津市）
- 浜松労災病院（静岡県浜松市中央区）
- 中部労災病院（愛知県名古屋市港区）
- 旭労災病院（愛知県尾張旭市）
- 大阪労災病院（大阪府堺市北区）
- 関西労災病院（兵庫県尼崎市）
- 神戸労災病院（兵庫県神戸市中央区）
- 和歌山労災病院（和歌山県和歌山市）
- 山陰労災病院（鳥取県米子市）
- 岡山労災病院（岡山県岡山市南区）
- 中国労災病院（広島県呉市）
- 山口労災病院（山口県山陽小野田市）
- 香川労災病院（香川県丸亀市）
- 愛媛労災病院（愛媛県新居浜市）
- 九州労災病院（福岡県北九州市小倉南区）
  - 九州労災病院門司メディカルセンター（福岡県北九州市門司区）
- 長崎労災病院（長崎県佐世保市）
- 熊本労災病院（熊本県八代市）

- 吉備高原医療リハビリテーションセンター（岡山県加賀郡吉備中央町）
- 総合せき損センター（福岡県飯塚市）

##### 労災委託病棟
以下の病院に労災委託病棟を設置し、管理を病院に委託している。
- 山梨厚生病院（山梨県山梨市）

##### 労災看護専門学校
9つの労災病院に附設されている。
- 釧路労災看護専門学校（北海道釧路市）
- 東北労災看護専門学校（宮城県仙台市青葉区）
- 千葉労災看護専門学校（千葉県市原市）
- 横浜労災看護専門学校（神奈川県横浜市港北区）
- 中部労災看護専門学校（愛知県名古屋市港区）
- 大阪労災看護専門学校（大阪府堺市北区）
- 関西労災看護専門学校（兵庫県尼崎市）
- 岡山労災看護専門学校（岡山県岡山市南区）
- 熊本労災看護専門学校（熊本県八代市）

##### 労災疾病研究センター
労災病院に設置、臨床研究を行う。

#### センター
- 産業保健推進センター
全都道府県に設置され、産業医や産業看護師、衛生管理者など、勤労者医療に従事する者向けに研修会を開いている。また、石綿の被ばく問題・職場のメンタルヘルスに関する相談もできる。利用は原則無料。
- 勤労者予防医療センター
- 海外勤務健康管理センター - 横浜市港北区小机町321
- 労災リハビリテーション工学センター
- 日本バイオアッセイ研究センター - 2024年3月末閉所

#### 高尾みころも霊堂
産業災害により殉職した人の霊を慰めることを目的として、1972年（昭和47年）6月に設置された。産業殉職者合祀慰霊式の挙行などの行事が催されている。拝殿、祭祀室、納骨室を持つ。合祀殉職者総数は218,767名（2006年（平成18年）分を含む）、納骨数は6,623体（2008年（平成20年）3月末現在）である。焼き場は備えていない。

### 未払賃金の立替払事業
労災保険を原資とした未払賃金の立替払事業を行っている（会社倒産時に借り入れ可能な金は、医療費だけでなく、あらゆる用途に使える）。

## かつて存在した事業

### 労災リハビリテーション作業所
労働災害によるせき髄損傷者や両下肢障害者を対象に、社会復帰の促進を図るために必要な生活、健康、作業などの管理と自立更生の援助を行う施設である。全国に6箇所（宮城作業所、千葉作業所、福井作業所、長野作業所、愛知作業所、福岡作業所）に設置されていた。現在すべて閉鎖されている。

## 情報公開

### 調達関係情報
調達における随意契約の比率は激減しているが、平成18年度実績では件数ベースで67.7%、金額ベースで71.8%と公開されている。なお、この情報開示は、総務省が共通フォーマットを作成し、全ての独立行政法人に平成18年度と19年度の間での随意契約の見直し状況を開示するよう求めた決定に基づくものであり、これを開示していない独立行政法人があれば、監督省庁からの指導への違反である。